# خالد بوت (لاعب كريكت)
خالد بوت (29 يناير 1975 في باكستان - ) هو لاعب كريكت باكستاني.

## وصلات خارجية
- خالد بوت (لاعب كريكت) على موقع إي آس بي آن كريك إنفو (الإنجليزية)